# せかねこ
せかねこ（1996年8月27日 - ）は、日本の漫画家。
名前は、本人が『SEKAI NO OWARI』と猫が好きであるということで、それらを足して作られたものである。

## 作品リスト

### 書籍
- バイトの古森くん（KADOKAWA、全2巻） - 第2回 ピクシブエッセイ新人賞 受賞（大賞[2]）。
  1. 2017年12月22日発売[3]、ISBN 978-4-04-069652-2
  2. 2018年12月27日発売[4]、ISBN 978-4-04-065374-7
- 後輩くんは甘やかしたい（KADOKAWA、2018年6月1日発売[5][6]、ISBN 978-4-04-069949-3）
- ほむら先生はたぶんモテない（KADOKAWA、全5巻） - 2019年度「Webマンガ大賞」2位[7]、2020年度「次にくるマンガ大賞」3位[8]。
  1. 2019年5月31日発売[9][10]、ISBN 978-4-04-065786-8
  2. 2019年10月18日発売[11]、ISBN 978-4-04-064130-0
  3. 2020年4月1日発売[12]、ISBN 978-4-04-064462-2
  4. 2020年10月24日発売[13]、ISBN 978-4-04-064991-7
  5. 2021年4月15日発売[14]、ISBN 978-4-04-680451-8
- はかせの未来（竹書房『まんがライフオリジナル』2020年3月号[15] - 2022年1月号、全3巻）
  1. 2020年8月17日発売[16][17]、ISBN 978-4-8019-7036-6
  2. 2021年5月27日発売[18]、ISBN 978-4-8019-7313-8
  3. 2022年1月27日発売[19]、ISBN 978-4-8019-7540-8
- 世界を敵に回してもねこを愛してる（一迅社『comic POOL』連載、既刊2巻）
  1. 2020年4月27日発売[20]、ISBN 978-4-7580-2097-8
  2. 2020年12月25日発売[21]、ISBN 978-4-7580-2180-7
- 先生日誌 ほむら先生はたぶんモテない（KADOKAWA、全3巻）
  1. 2022年9月29日発売[22]、ISBN 978-4046817204
  2. 2023年5月24日発売[23]、ISBN 978-4-04-682479-0
  3. 2024年7月29日発売[24]、ISBN 978-4-04-683632-8
    - ボイスドラマ音声カード付き限定版、同日発売[24]、ISBN 978-4-04-683633-5

### 読み切り
- 好きと言えない理由があって（『まんがライフオリジナル』2022年7月号[25]） - ゲスト[25]

### Twitter上の漫画の一部
- ほむら先生[26]
- あの日の花ちゃん[27]
- 高崎くんが邪魔してる[28]

### アンソロジー
- はたらく細胞 コミックアンソロジー（一迅社、2020年12月24日発売） - イラスト[29]。

## 寄稿
- おひとりさま専用Walker2020（2019年12月2日発売） - オリジナルエピソード[30]。